# Ynglelegeme
Et ynglelegeme er et slags formeringsorgan, der kan være en 
enkelt celle, flere celler eller et væv. Ynglelegemet vokser løs fra 
hovedplanten og udvikler sig til en ny. Dette er en ukønnet formeringsform 
for planter, og findes almindeligt hos svampe, alger, levermosser og 
mosser, men også hos blomsterplanter som f.eks Soldug, hvor fænomenet kaldes for yngleknopper.